# Backskärvfrön
Backskärvfrön (Noccaea) är ett släkte av korsblommiga växter. Backskärvfrön ingår i familjen korsblommiga växter.

## Dottertaxa till Backskärvfrön, i alfabetisk ordning[1]
- Noccaea albanica
- Noccaea amani
- Noccaea andersonii
- Noccaea angustifolia
- Noccaea annua
- Noccaea aptera
- Noccaea arctica
- Noccaea banatica
- Noccaea bellidifolia
- Noccaea boeotica
- Noccaea brevistyla
- Noccaea caerulescens (backskärvfrö)
- Noccaea camlikensis
- Noccaea cariensis
- Noccaea cepaeifolia
- Noccaea cikaea
- Noccaea cochleariforme
- Noccaea cochlearioides
- Noccaea coloradensis
- Noccaea corymbosa
- Noccaea crantzii
- Noccaea cretica
- Noccaea cuneifolia
- Noccaea cypria
- Noccaea dacica
- Noccaea densiflora
- Noccaea eburneosa
- Noccaea edinensium
- Noccaea epirota
- Noccaea fendleri
- Noccaea firmiensis
- Noccaea flagellifera
- Noccaea goesingensis
- Noccaea graeca
- Noccaea haussknechtii
- Noccaea jankae
- Noccaea kovatsii
- Noccaea libanotica
- Noccaea limosellifolia
- Noccaea lutescens
- Noccaea macrantha
- Noccaea magellanica
- Noccaea mexicana
- Noccaea microphylla
- Noccaea microstyla
- Noccaea minima
- Noccaea nepalensis
- Noccaea nevadensis
- Noccaea occitanica
- Noccaea ochroleuca
- Noccaea oligosperma
- Noccaea papillosa
- Noccaea papyracea
- Noccaea parviflora
- Noccaea pawlowskii
- Noccaea perfoliata (vårskärvfrö)
- Noccaea phrygia
- Noccaea pindica
- Noccaea praecox
- Noccaea pseudorivularis
- Noccaea pumila
- Noccaea rhodopensis
- Noccaea rivalis
- Noccaea rotundifolia
- Noccaea rubescens
- Noccaea salisii
- Noccaea sarmatica
- Noccaea sintenisii
- Noccaea stenoptera
- Noccaea stylosa
- Noccaea suffruticosa
- Noccaea sylvia
- Noccaea tatianae
- Noccaea tenuis
- Noccaea tymphaea
- Noccaea valerianoides
- Noccaea versicolor
- Noccaea violascens
- Noccaea virens
- Noccaea viridisepala
- Noccaea yunnanensis

## Bildgalleri

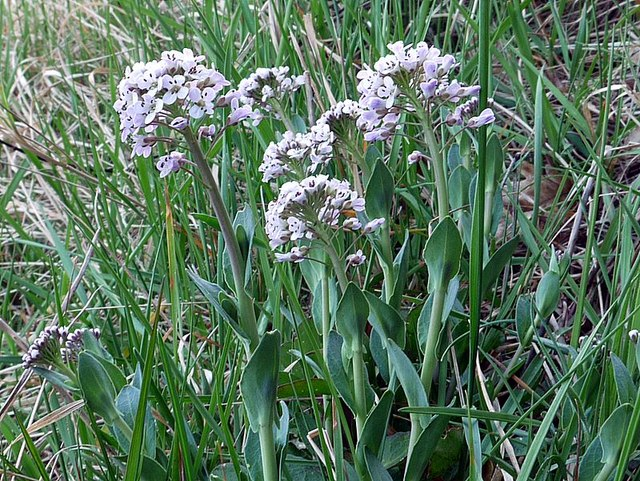
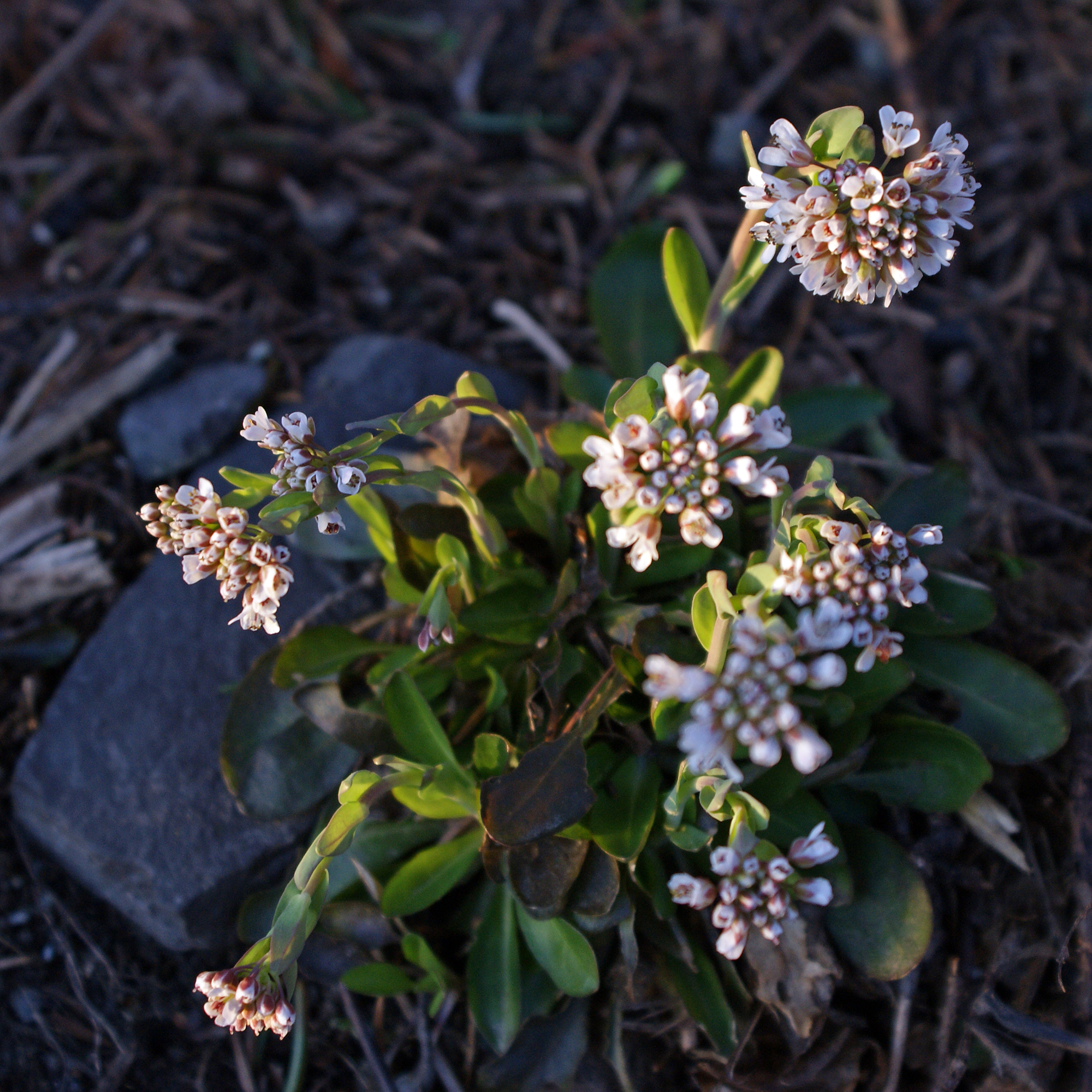
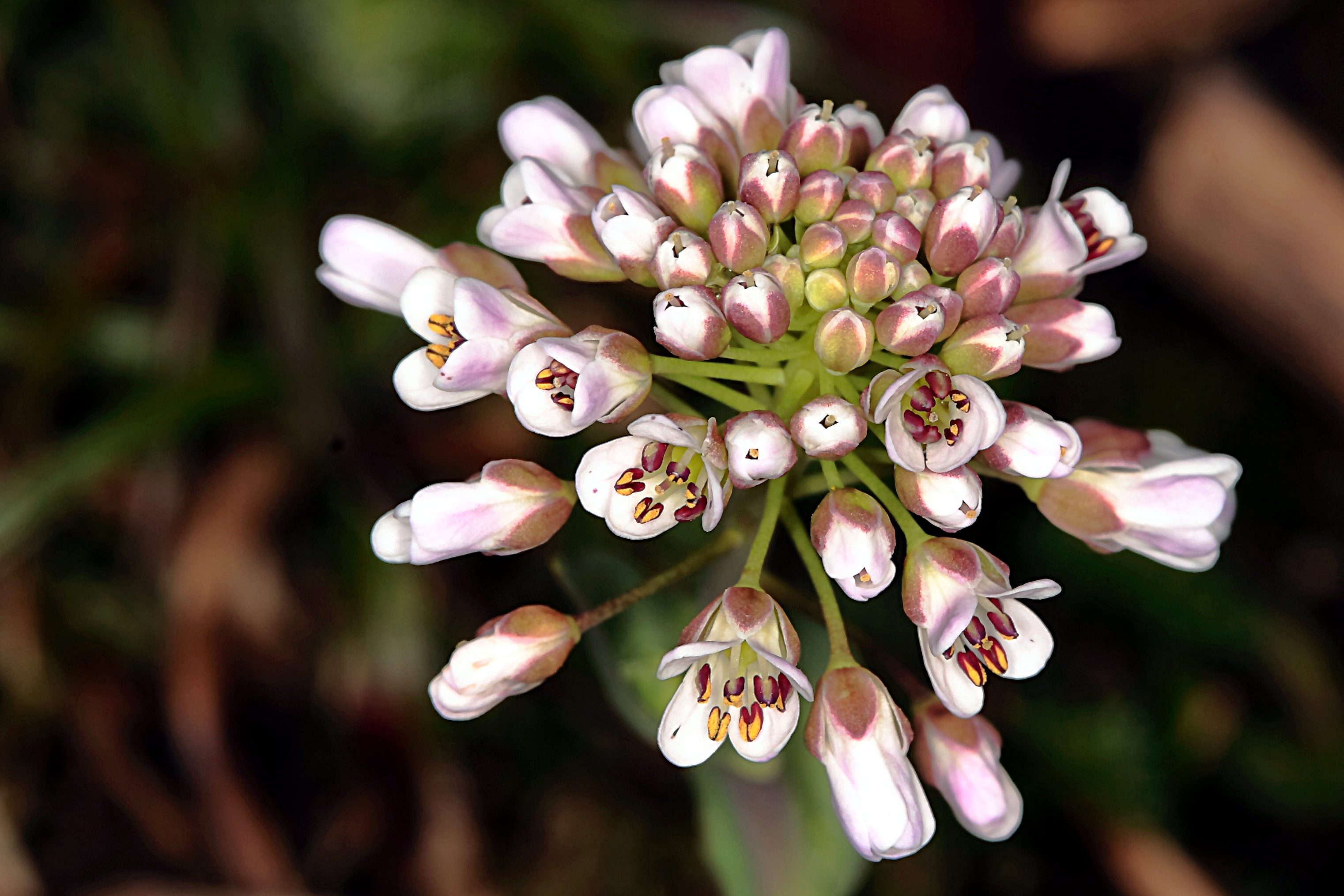
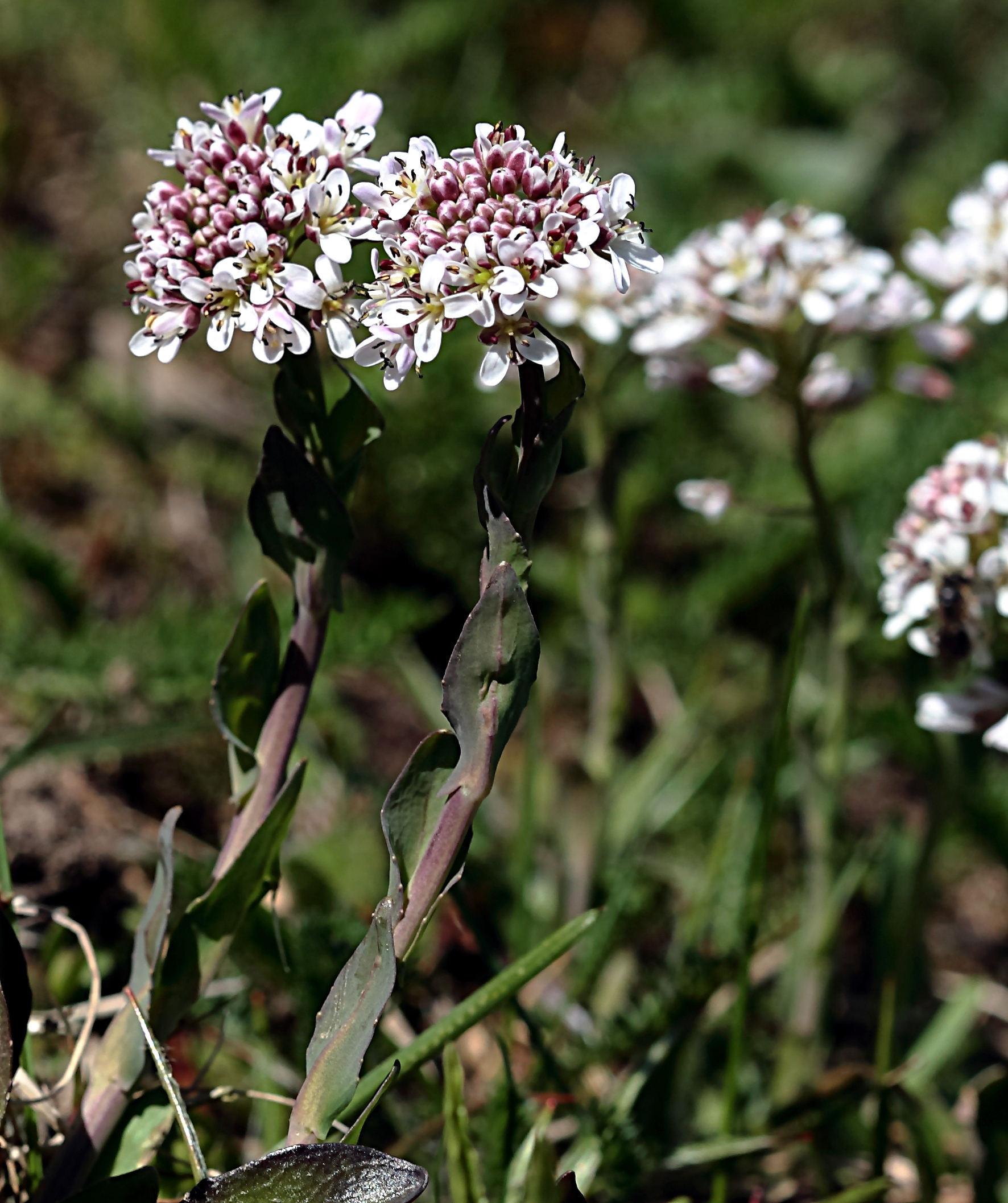
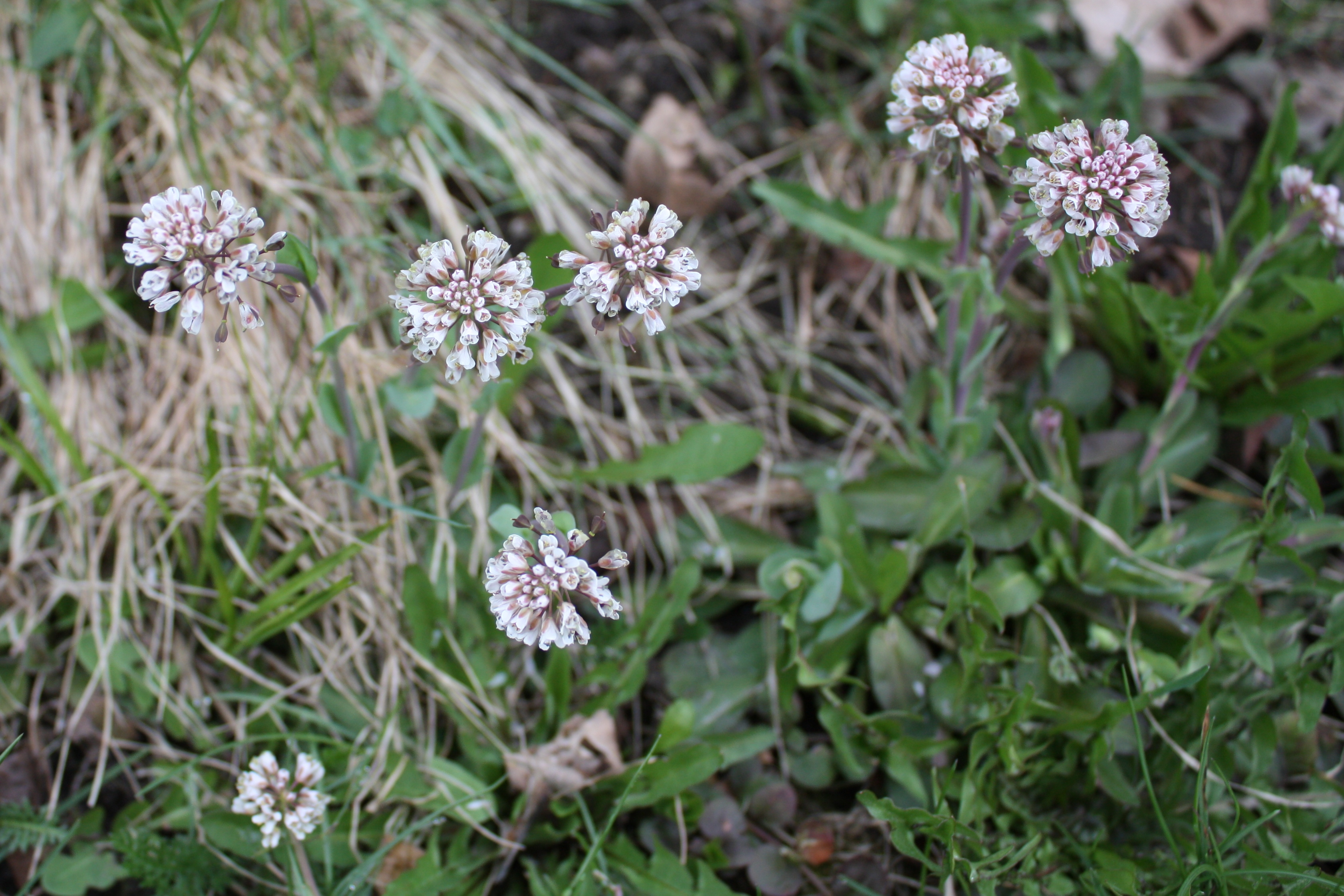
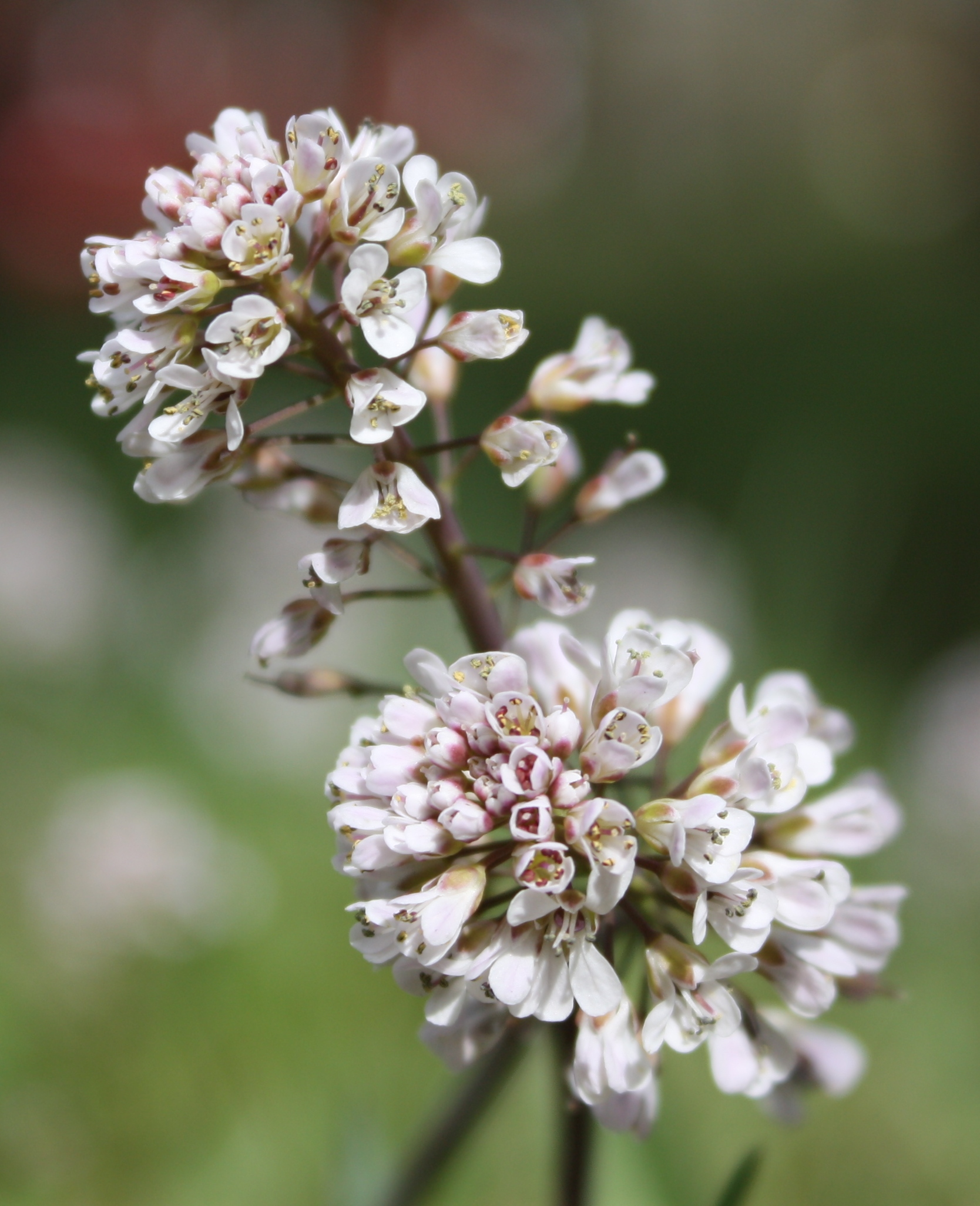